# فوتبال در بازی‌های آسیایی ۱۹۶۲
مسابقات فوتبال در بازی‌های آسیایی ۱۹۶۲ از تاریخ ۲۵ اوت تا ۴ سپتامبر ۱۹۶۲ در شهر جاکارتا اندونزی برگزار شده است.

## مدال‌آوران
| رویداد | طلا | نقره      | برنز  |
| مردان  | هند | کره جنوبی | مالزی |